# 군서중학교
군서중학교(君西中學校)는 경기도 시흥시에 있었던 공립 중학교이다.

## 학교 연혁
- 2004년 1월 3일 : 군서중학교 36학급 설립
- 2004년 3월 1일 : 초대 최현일 교장 취임
- 2004년 3월 3일 : 제1회 입학식(11학급 441명)
- 2007년 2월 14일 : 제1회 졸업식(11학급 419명)
- 2018년 2월 8일 : 제12회 졸업식(5학급 157명)
- 2018년 3월 1일 : 제6대 이용규 교장 취임
- 2018년 3월 2일 : 제15회 입학식(1학급 32명)
- 2021년 2월 28일 : 17년만에 폐교[2]

## 폐교 이후
폐교 이후, 군서중학교 자리에는 '초중고 통합형 다문화국제학교'인 군서미래국제학교가 개교하였다.

## 참고 자료
- 군서중학교 - 한국교육학술정보원 학교알리미